# Laurypta leptura
Laurypta leptura är en tvåvingeart som först beskrevs av Edwards 1928.  Laurypta leptura ingår i släktet Laurypta och familjen platthornsmyggor. Inga underarter finns listade i Catalogue of Life.